# Dirottatori degli attentati dell'11 settembre 2001
Gli attentati dell'11 settembre 2001 sono stati portati a termine da 19 dirottatori con il supporto logistico di numerosi individui affiliati ad al Qaida.

## L'operazione «PENTTBOM»
Il giorno stesso degli attentati, l'FBI lancia l'operazione PENTTBOM (acronimo inglese per Pentagon/Twin Towers Bombing Investigation, ovvero "Inchiesta sulle esplosioni del Pentagono e delle Twin Towers"), in cui vengono impiegati circa 7.000 agenti (su 11.000 disponibili) e diverse migliaia di unità del personale di supporto. L'FBI stessa la definisce come l'operazione "più complessa e vasta della sua storia".
Il 14 settembre 2001 i 19 sospetti erano già stati tutti identificati in base alle liste dei passeggeri presenti sugli aerei coinvolti, alle comunicazioni telefoniche da essi pervenute durante i dirottamenti, alle operazioni di pagamento dei biglietti ed altri tipi di documenti. I nomi vengono confermati il 27 settembre 2001, con ulteriori dati più precisi ed i possibili alias che potrebbero aver assunto.
Il 28 settembre 2001 viene reso noto il ritrovamento di tre copie di una lettera scritta a mano in lingua araba rispettivamente in una valigia di Mohamed Atta (il pilota del volo AA11), in una macchina parcheggiata nei pressi del Dulles International Airport di Washington appartenente a Nawaf al-Hazmi (presente sul volo AA77) e sul luogo dell'impatto del volo UA93. Le lettere indicano, nelle parole del Vice-Direttore della Divisione Antiterrorismo dell'FBI J.T. Caruso, "un'allarmante volontà di morire da parte dei dirottatori".

## Il reclutamento
Secondo quanto riportato dalla Commissione sull'11 settembre, l'ideatore del piano fu Khalid Shaykh Muhammad, cittadino del Kuwait di origine baluci. Nel 1998, Muhammad si propose a Osama bin Laden come "un imprenditore in cerca di capitali e supporto logistico", chiedendo ad al Qaida "di fornire i soldi e gli individui necessari per compiere l'attacco, pur mantenendo una propria indipendenza" dal network. Tra il marzo e l'aprile del 1998, bin Laden si dichiarò pronto a sostenere l'iniziativa di Mohammed, da quel momento denominata "Operazione aerei".
Il progetto originario dell'attentato prevedeva l'impiego di 25-26 dirottatori, suddivisi in gruppi di 4-6 per aereo. In seguito a problemi di varia natura l'organico dell'operazione si ridusse a 19 dirottatori. Alcuni dei soggetti reclutati infatti si misero volontariamente da parte, ebbero problemi col visto per gli Stati Uniti oppure ancora furono scartati durante le selezioni.
Tre dei piloti (Mohamed Atta, Marwan al-Shehhi e Ziyad Jarrah) appartenevano alla cosiddetta "cellula di Amburgo", un gruppo di ex-studenti ed aspiranti Jihādisti di varia nazionalità, conosciutisi ad Amburgo, in Germania. Il loro arrivo a Kandahar, in Afghanistan, segnò un punto di svolta per al Qaida, data la loro buona conoscenza dell'inglese e la loro familiarità con gli stili di vita occidentali. Anche il quarto pilota, Hani Hanjour, visse a lungo negli Stati Uniti, in Arizona, per migliorare il suo inglese e per imparare a pilotare aerei. Il suo coinvolgimento nel piano fu deciso da Khalid Shaykh Muhammad in persona nell'estate del 2000, quando Hanjour raggiunse un campo di addestramento di al Qaida in Afghanistan.
Fra l'estate e l'autunno del 2000 vennero selezionati anche i cosiddetti "muscle hijackers", ovvero i dirottatori destinati a prendere il controllo degli aerei, esclusi i piloti; a differenza di quanto si pensi, i 15 soggetti selezionati non furono granché imponenti: la loro altezza fu infatti compresa tra un metro e 65 e un metro e 76. Secondo quanto affermato da Mohammed, fu lo stesso bin Lāden a scegliere i 14 "gorilla".
La loro selezione fu molto professionale: dovettero dapprima rispondere a un questionario scritto, con domande volte a valutare le motivazioni, a neutralizzare potenziali spie e, soprattutto, a determinarne il grado di istruzione e le abilità lavorative. Quindi, i soli volontari intenzionati a missioni suicide vennero interrogati più approfonditamente dallo stesso Muhammad Atef, uno dei collaboratori di bin Lāden. La selezione finale infine, fu decisa sia in base al grado di convinzione sulle missioni suicide, sia alla pazienza per l'attesa delle stesse.
Si nota la notevole differenza tra i piloti e "gorilla": i primi vissero in Occidente, ebbero un alto grado d'istruzione ed una buona padronanza dell'inglese; i secondi, per lo più disoccupati, ebbero un grado d'istruzione basso o molto basso, un'età compresa fra i 20 e i 28 anni, ed erano tutti originari di bacini territoriali ristretti e molto poveri. Ahmed al-Ghamdi, Sa'id al-Ghamdi, Hamza al-Ghamdi e Ahmed al-Haznawi provenivano tutti dalla provincia di al-Bāha, un'area isolata e sottosviluppata dell'Arabia Saudita, tutti affiliati allo stesso clan (i primi tre erano fratelli) e con un medio-basso grado di istruzione. Stessa cosa per Wa'il al-Shihri, Walid al-Shihri, ʿAbd al-ʿAzīz al-ʿUmarī, Mohand al-Shihri e Ahmed al-Nami, che provenivano dalla provincia di 'Asir, altra regione saudita povera, confinante con lo Yemen e chiamata anche "la frontiera selvaggia", per lo scarso controllo dell'area. Inoltre, erano tutti e cinque iscritti all'Università, ma solo al-ʿUmarī portò a termine gli studi.
Gli ultimi cinque "gorilla" sauditi furono Satam al-Suqami (proveniente da Riad), Majed Moqed (proveniente da Annakhil, ad ovest di Medina), Khalid al-Midhar, Nawaf al-Hazmi e Salem al-Hazmi (tutti e tre provenienti da La Mecca), e tutti con un basso livello di istruzione. Al-Midhar fu l'ultimo ad aggregarsi al gruppo, su decisione di bin Lāden, ma con parere contrario di Muhammad. L'unico "gorilla" proveniente dagli Emirati Arabi Uniti fu Fayez Banihammad, reclutato in quanto ex-guardia del corpo di uno dei principali finanziatori dell'operazione, Mustafa al-Hawsawi.
Tutti i "muscle hijackers" furono sottoposti ad un addestramento base, che comprendeva l'uso delle armi da fuoco, armamenti pesanti ed esplosivi, oltre ad essere testati in situazioni di stress psicologico notevole per misurare la loro fedeltà al jihād.

## I 19 dirottatori
I componenti del commando furono in maggioranza sauditi, ossia 15 su 19. I restanti quattro erano provenienti rispettivamente dagli Emirati Arabi Uniti (2), Libano e Egitto (1 ciascuno).
Nota: Nei vari resoconti degli attentati ci sono state variazioni nei nomi dei dirottatori, poiché non esiste un modo unico di traslitterare l'alfabeto arabo nell'alfabeto latino. Inoltre, i nomi arabi non hanno la stessa forma di quelli occidentali, ma possono includere diversi patronimici (nasab) e nisbe.

### Volo American Airlines 11
I dirottatori a bordo del volo American Airlines 11 (che colpì la Torre nord del World Trade Center) furono:

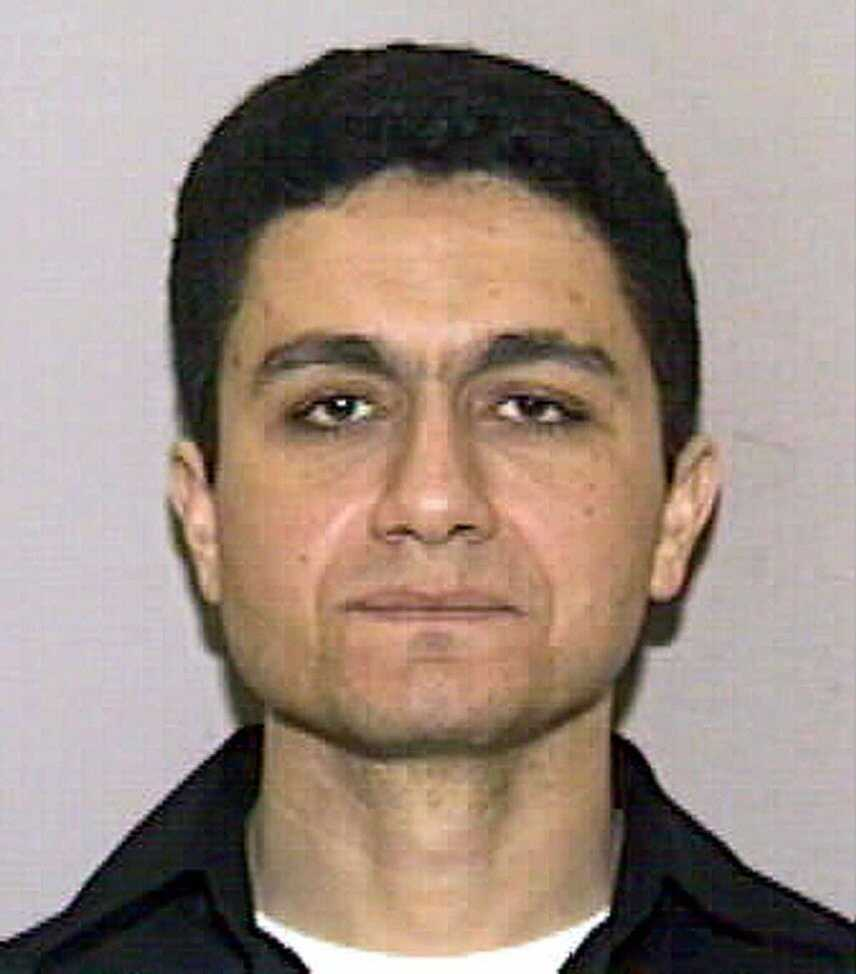
Mohamed Atta (Egitto), 33 anni, il pilota e il leader di tutti i dirottatori
Abdulaziz al-Omari, 22 anni (Arabia Saudita)
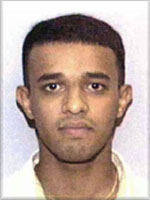
Satam al-Suqami, 25 anni (Arabia Saudita)
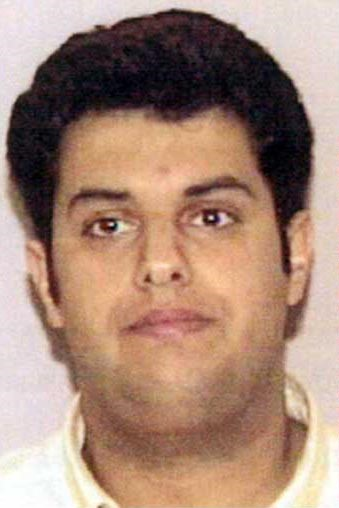
Walid al-Shihri, 22 anni (Arabia Saudita)
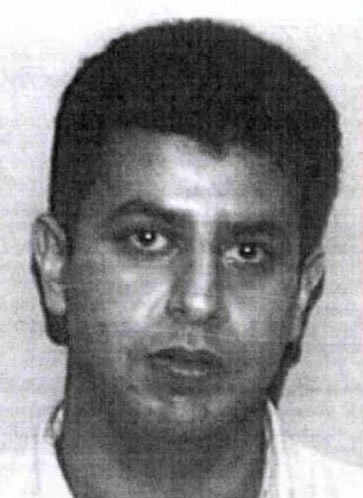
Wa'il al-Shihri, 28 anni (Arabia Saudita)

### Volo United Airlines 175
I dirottatori a bordo del volo United Airlines 175 (che colpì la Torre sud del World Trade Center) furono:

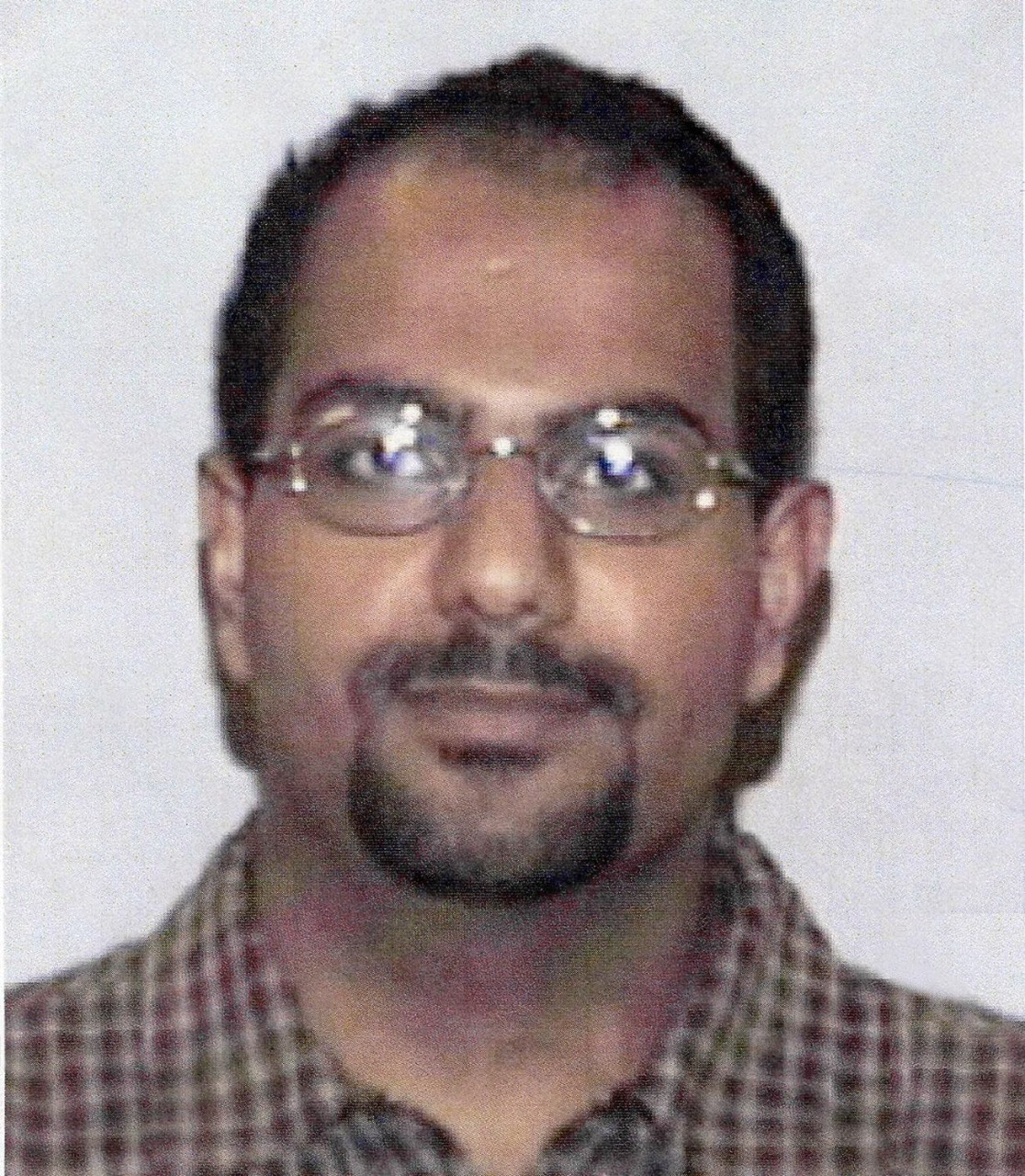
Marwan al-Shehhi, 23 anni (Emirati Arabi Uniti), il pilota
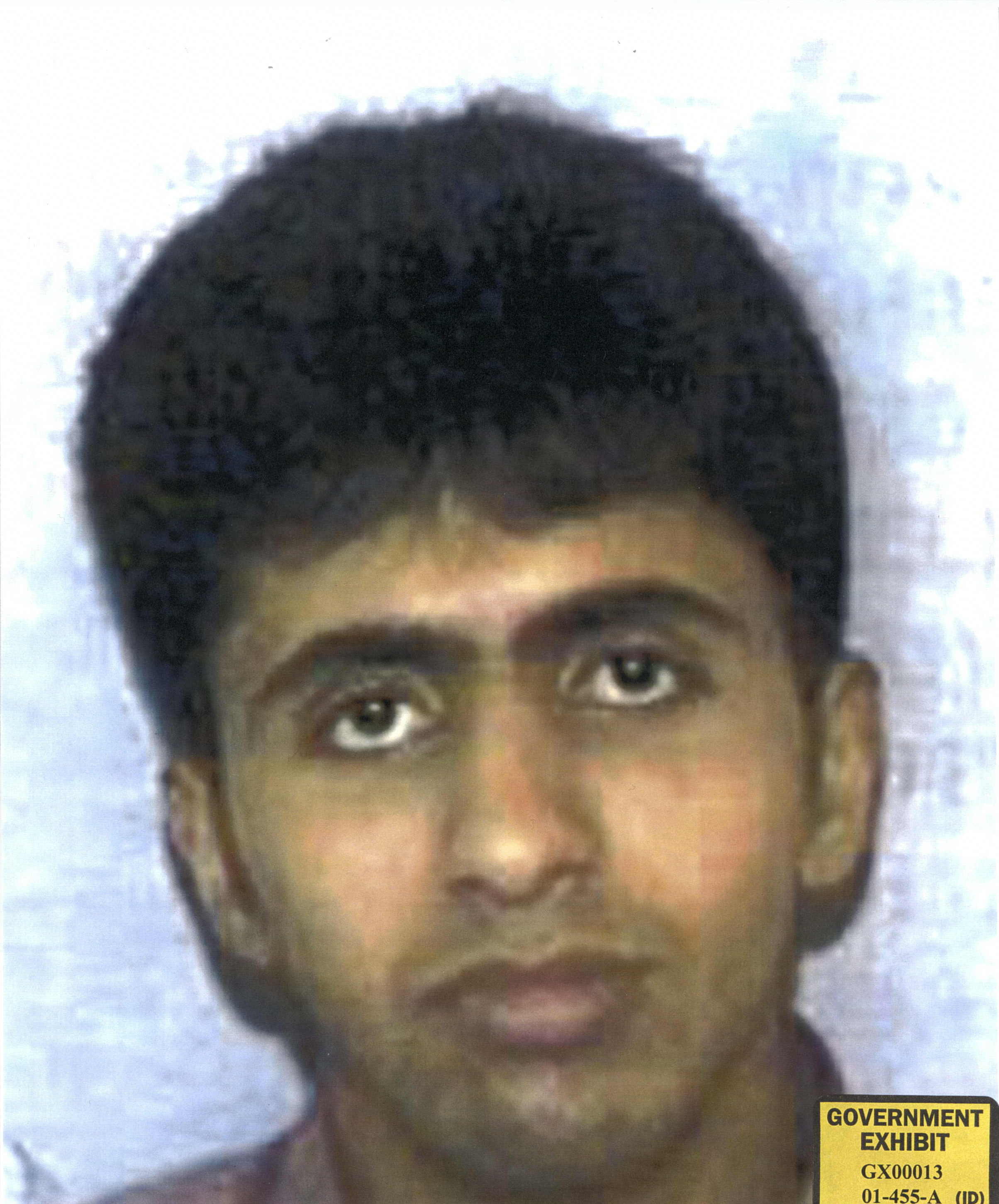
Mohand al-Shihri, 22 anni (Arabia Saudita)
Ahmed al-Ghamdi, 22 anni (Arabia Saudita)
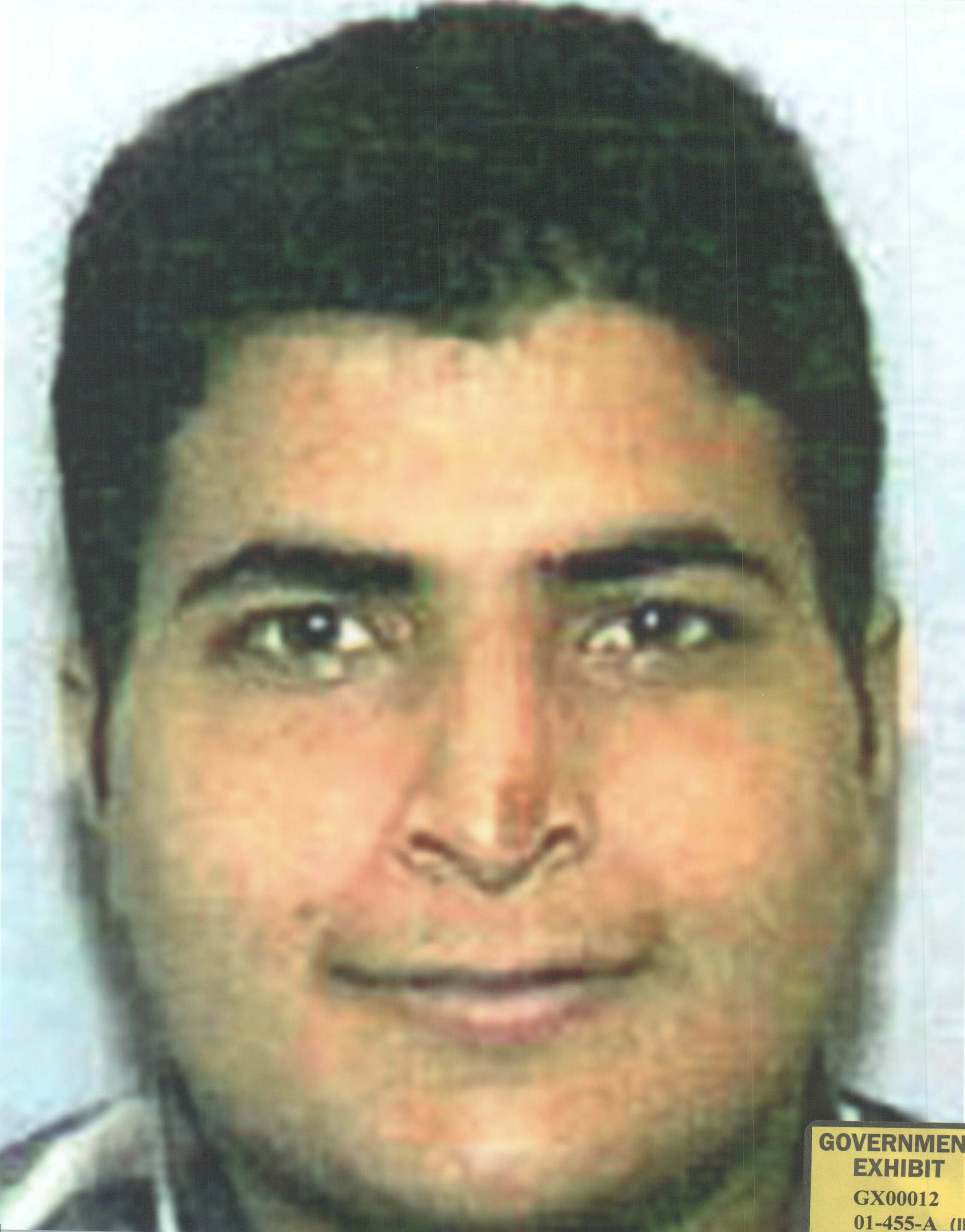
Hamza al-Ghamdi, 20 anni (Arabia Saudita)
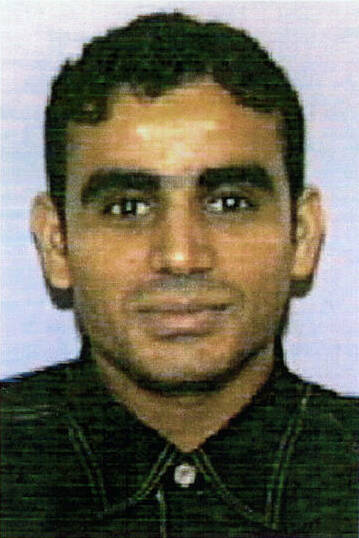
Fayez Banihammad, 24 anni (Emirati Arabi Uniti)

### Volo American Airlines 77
I dirottatori a bordo del volo American Airlines 77 (che colpì il Pentagono) furono:

Hani Hanjour, 29 anni (Arabia Saudita), il pilota
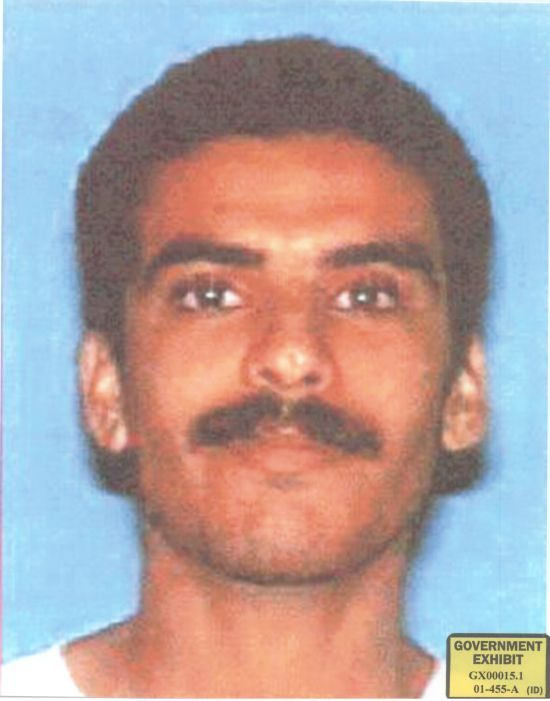
Khalid al-Mihdhar, 26 anni (Arabia Saudita)
Majed Moqed, 24 anni (Arabia Saudita)
Salem al-Hazmi, 20 anni (Arabia Saudita)
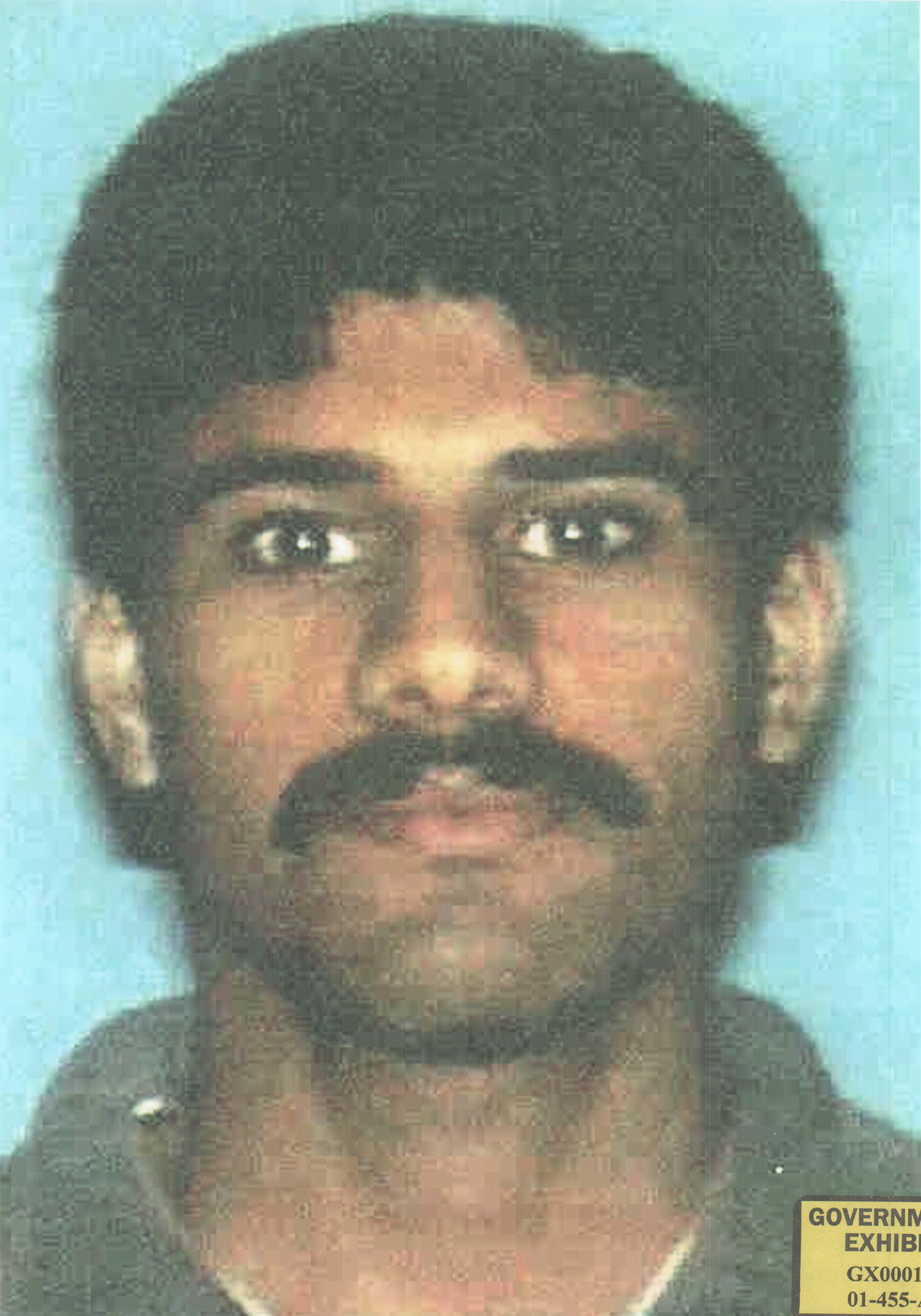
Nawaf al-Hazmi, 25 anni (Arabia Saudita)

### Volo United Airlines 93
I dirottatori a bordo del volo United Airlines 93 (che precipitò nei pressi di Shanksville in Pennsylvania) furono:

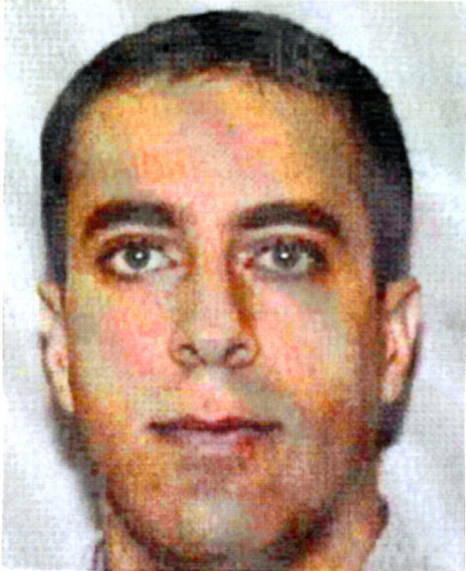
Ziyad Jarrah, 26 anni (Libano), il pilota
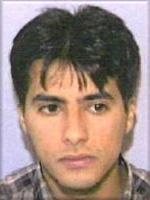
Ahmed al-Nami, 23 anni (Arabia Saudita)
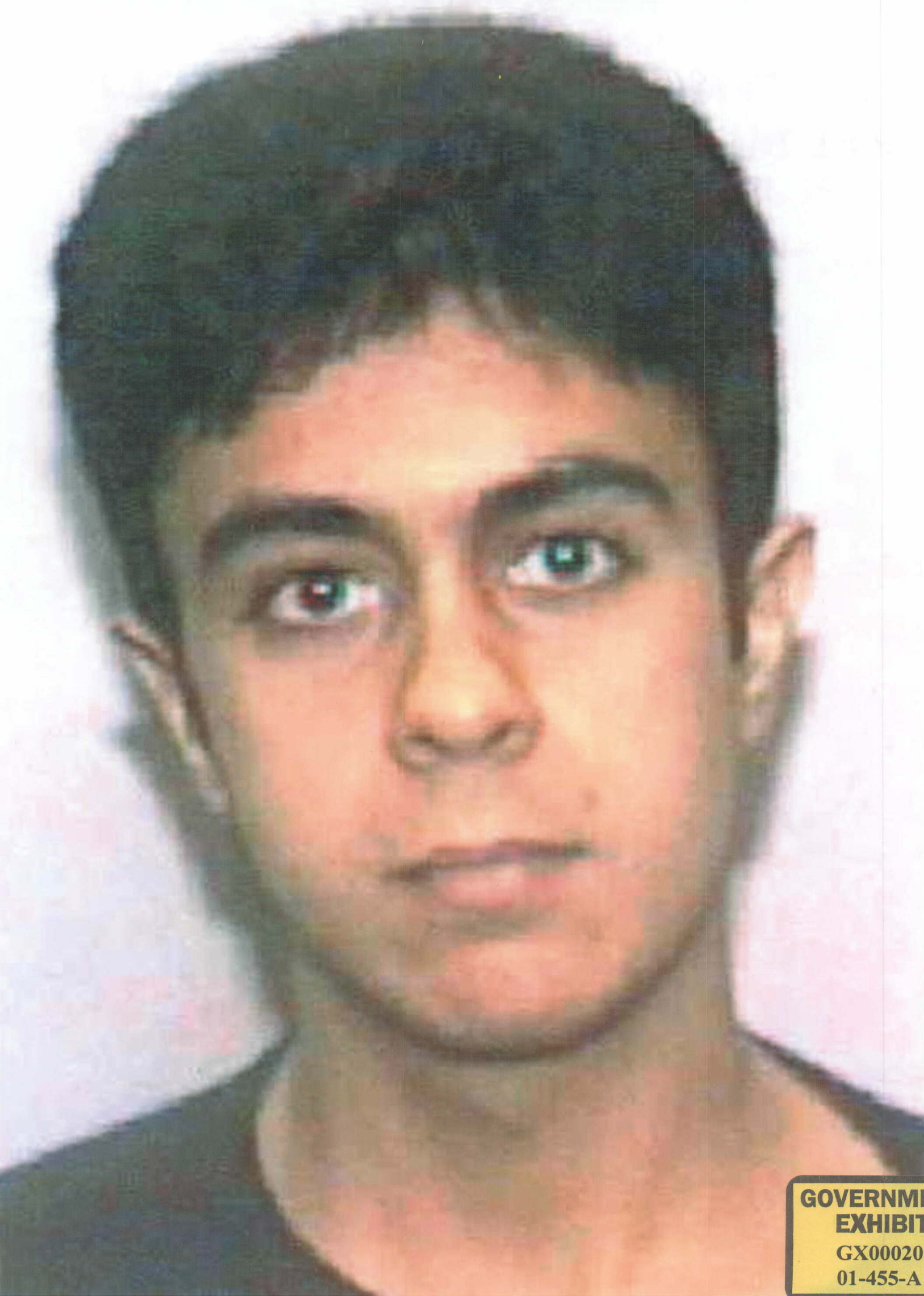
Saeed al-Ghamdi, 21 anni (Arabia Saudita)
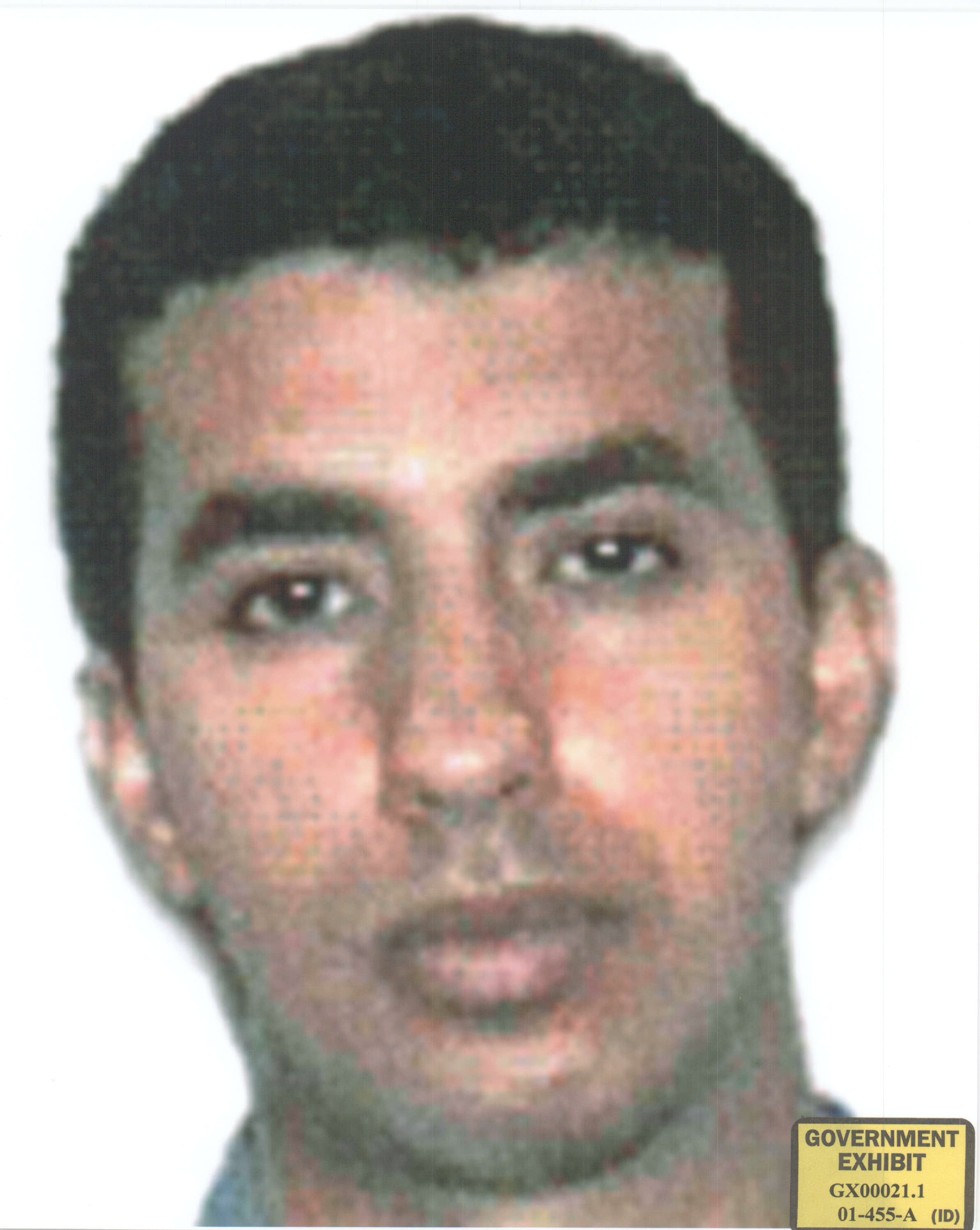
Ahmed al-Haznawi, 20 anni (Arabia Saudita)

Ahmed al-Ghamdi, Saeed al-Ghamdi, Hamza al-Ghamdi e Ahmed al-Haznawi provenivano da tre città vicine e appartenevano allo stesso clan. Wa'il al-Shihri era il fratello maggiore di Walid al-Shihri. Salem al-Hazmi era il fratello minore di Nawaf al-Hazmi. Ahmed al-Ghamdi era il fratello maggiore di Hamza al-Ghamdi.

## Controversie su possibili furti di identità
Nei giorni successivi agli attentati, vari giornali internazionali hanno rilanciato dubbi sulla reale identità dei terroristi identificati. Si è supposto che alcuni dei sospettati fossero vivi ed innocenti e che fossero stati vittime di un "furto d'identità".
Le indagini condotte hanno progressivamente smentito tali ipotesi, fino alla definitiva conferma dei 19 nominativi operata dalla Commissione d'indagine sugli attentati dell'11 settembre 2001.